# Ecnomus lohaprasada
Ecnomus lohaprasada är en nattsländeart som beskrevs av Schmid 1958. Ecnomus lohaprasada ingår i släktet Ecnomus och familjen trattnattsländor. Inga underarter finns listade i Catalogue of Life.